# Fremrieyrar
Fremrieyrar är en kulle i republiken Island. Den ligger i regionen Suðurland, 190 km öster om huvudstaden Reykjavík. Toppen på Fremrieyrar är 678 meter över havet, eller 53 meter över den omgivande terrängen. Bredden vid basen är 3,2 km.
Trakten runt Fremrieyrar är nära nog obefolkad, med mindre än två invånare per kvadratkilometer. Det finns inga samhällen i närheten. Trakten runt Fremrieyrar består i huvudsak av gräsmarker.